# Kraina Mazursko-Podlaska
Kraina Mazursko-Podlaska – kraina przyrodniczo-leśna położona w północno-wschodniej Polsce. Znajduje się w północno-wschodniej części Polski i w jej skład wchodzą 3 regiony geograficzne: Pobrzeże Wschodniopomorskie, Pojezierze Mazurskie i Nizina Podlaska. Granicę tej krainy od północy i wschodu stanowi jednocześnie granica państwa, od zachodu styka się ona z Żuławami, a od południa przebiega zgodnie z południową granicą naturalnego występowania świerka w jego niżowym zasięgu.
Lesistość wynosi ok. 27%.
Kraina Mazursko-Podlaska nie posiada jednolitego klimatu, gdyż ścierają się tu wpływy klimatu atlantyckiego i kontynentalnego. Część północno-zachodnia pozostaje pod wpływem klimatu bałtyckiego, na pojezierzu panuje klimat pojezierny, a w południowo-wschodniej części krainy dominuje klimat Krainy Wielkich Dolin.
Duża część krainy leży w zasięgu ostatniego zlodowacenia bałtyckiego i na pojezierzu oraz wzniesieniach morenowych, znanych z pięknego krajobrazu, występują większe kompleksy leśne w postaci puszcz: Białowieskiej, Knyszyńskiej, Augustowskiej, Rominckiej, Boreckiej, Piskiej, Nidzkiej i Taborskiej, gdzie występują głównie gleby gliniaste z udziałem margli i ciężkich glin. Na obszarach położonych niżej występują piaski i gleby bagienne.
Dominującym typem lasu jest bór świeży, którego udział wynosi ok. 42%, bór mieszany świeży - ok. 24%, las mieszany - ok. 12% i las świeży - ok. 8%.
Charakterystycznym gatunkiem dla całej krainy jest świerk występujący w zmieszaniu z sosną, bukiem, dębem, olszą i jesionem.

## Podział
W latach 1990–2010 w Krainie Mazursko-Podlaskiej wyróżniano 6 dzielnic przyrodniczo-leśnych:
1. Dzielnica Pojezierza Mazurskiego (mezoregiony: Niziny Staropruskiej, Pojezierza Mrągowskiego, Krainy Wielkich Jezior Mazurskich, Pojezierza Ełcko-Suwalskiego)
2. Dzielnica Równiny Mazurskiej
3. Dzielnica Wysoczyzny Kolneńskiej
4. Dzielnica Puszczy Augustowskiej (mezoregiony: Wigierski, Równiny Augustowskiej, Wołkuszański)
5. Dzielnica Wysoczyzny Białostockiej (mezoregiony: Kotliny Biebrzańskiej, Wzniesień Sokólsko-Białostockich, Puszczy Knyszyńskiej)
6. Dzielnica Puszczy Białowieskiej

Według regionalizacji-przyrodniczo leśnej z 2010 Kraina Mazursko-Podlaska dzieli się na 16 mezoregionów:
1. Mezoregion Niziny Sępopolskiej
2. Mezoregion Pojezierza Mrągowskiego
3. Mezoregion Wielkich Jezior Mazurskich
4. Mezoregion Puszcz Mazurskich
5. Mezoregion Wysoczyzny Kolneńskiej
6. Mezoregion Pojezierza Ełckiego
7. Mezoregion Puszczy Boreckiej
8. Mezoregion Puszczy Rominckiej
9. Mezoregion Pojezierza Suwalskiego
10. Mezoregion Wigier i Rospudy
11. Mezoregion Puszczy Augustowskiej
12. Mezoregion Górnej Biebrzy
13. Mezoregion Kotliny Biebrzańskiej
14. Mezoregion Wysoczyzny Białostockiej
15. Mezoregion Puszczy Knyszyńskiej
16. Mezoregion Puszczy Białowieskiej